# بوم و بانو
بوم و بانو  یک مجموعه تلویزیونی تاریخی و عاشقانه به کارگردانی سعید سلطانی و تهیه‌کنندگی آرمان زرین‌کوب و نویسندگی شعله شریعتی محصول سال ۱۳۹٩ است. اولین قسمت از این مجموعه در ۱۵ شهریورماه ۱۳۹۹ از شبکه دو سیما به روی آنتن رفت.

## خلاصه داستان
قصه این سریال در دوره پهلوی اول روایت می‌شود و بزنگاهی از تلاقی عشق، سیاست و مذهب است. در ایامی که عشق رهروان محرم به مسلخ برده می شود و شورشان به یغما می رود، عشقی بی آلایش سر بر می‌آورد که در دل طوفان بلایای زمانه به ابتلا کشیده می‌شود و در سایه تزویر و فریب بد خواهان تا مرز نابودی می رود اما در واپسین لحظات چون ققنوسی از میان خاکستر برمی خیزد.

## بازیگران
* مسعود رایگان
- دیبا زاهدی
- ساغر قناعت
- ماهور عفیفی
- مهدی احمدی
- بهنام تشکر
- آتیلا پسیانی
- شیوا خنیاگر
- مهدی میامی
- رحیم نوروزی
- کاوه خداشناس
- امیر غفارمنش
- بهراد خرازی
- امیر افشار
- شهروز ابراهیمی
- شادی کرم رودی
- ساناز سماواتی
- خیام وقارکاشانی
- محمد هادی  قمیشی
- محرم زینال زاده
- افسانه ناصری
- مهوش افشارپناه
- مهدی فقیه
- آزیتا لاچینی
- علی میلانی (بازیگر)
- سعید دشتی
- محمد امیری
- محمد رشنو
- سعید کیوانمهر
- شاپور کلهر

## موسیقی
| شماره | نام                     | خواننده    | مدت  |
| ----- | ----------------------- | ---------- | ---- |
| ۱.    | «دیدار» (تیتراژ پایانی) | شهاب مظفری | ۳:۴۲ |